# Pitcairnia scandens
Pitcairnia scandens là một loài thực vật có hoa trong họ Bromeliaceae. Loài này được Ule miêu tả khoa học đầu tiên năm 1906.